# Mali Ban
Mali Ban je naselje v Občini Šentjernej.